# Barbara Ścigalska
Barbara Antonina Ścigalska (primo voto Szlachcic z domu Kołomyjska) (ur. 14 czerwca 1948 w Krakowie, zm. 1 czerwca 2020 tamże) – polska agronom, dr hab.

## Życiorys
Córka Władysława i Janiny. 30 września 1980 obroniła pracę doktorską Wpływ koagulatów organiczno-mineralnych na wysokość i jakość plonów wybranych roślin testowych oraz na niektóre fizyczne i chemiczne właściwości gleby, 28 listopada 2001 habilitowała się na podstawie pracy zatytułowanej Plonowanie pszenżyta jarego w zmianowaniu i monokulturze na glebie kompleksu żytniego dobrego. Piastowała stanowisko profesora nadzwyczajnego w Katedrze Agrotechniki i Ekologii Rolniczej na Wydziale Rolniczym i Ekonomicznym Uniwersytetu Rolniczego im. Hugona Kołłątaja w Krakowie.
W 2004 odznaczona Złotym Krzyżem Zasługi.
Zmarła 1 czerwca 2020. Została pochowana na Cmentarzu Podgórskim (kwatera VII-wsch.-21).

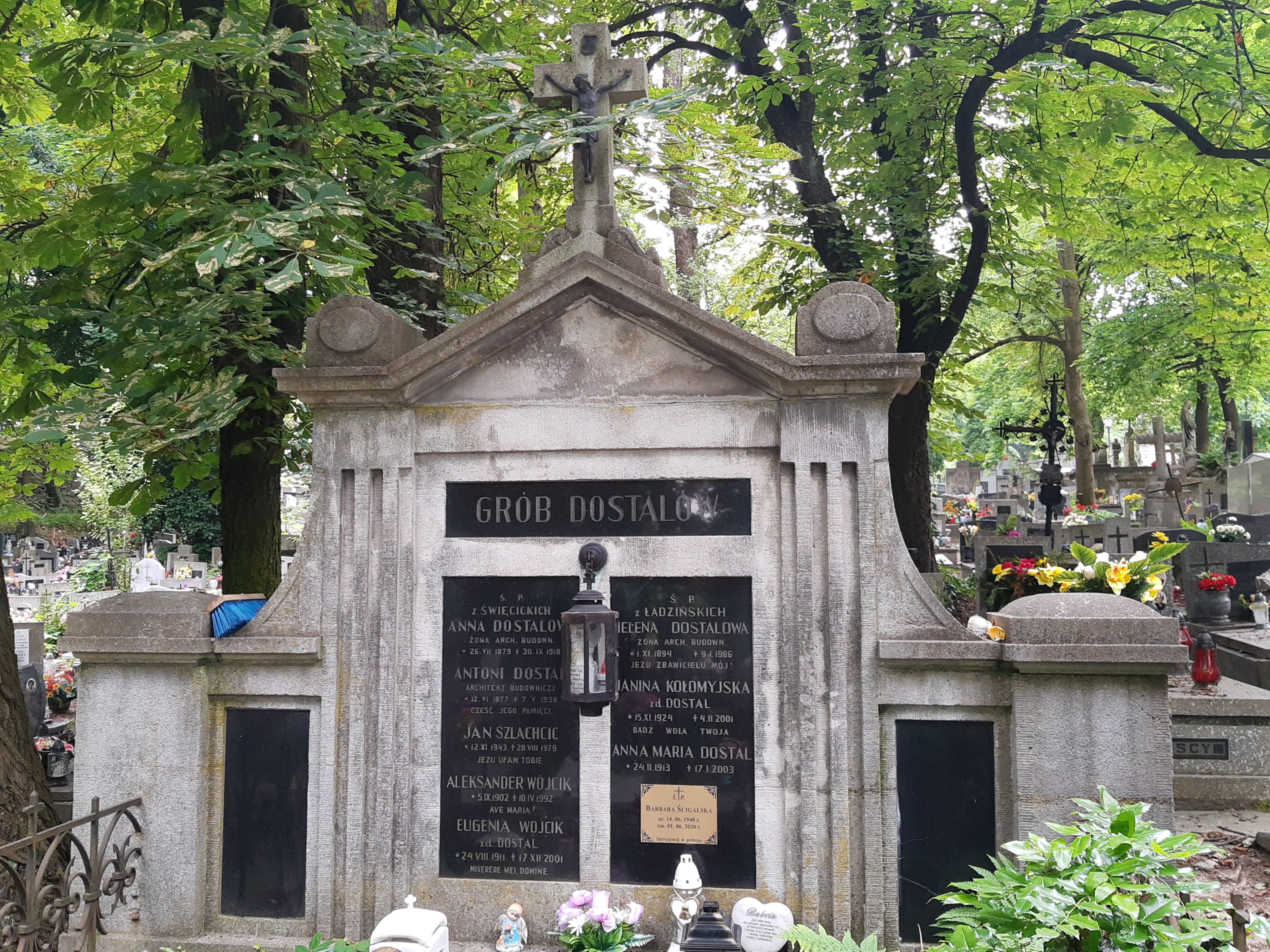
grób prof. Barbary Ścigalskiej na Cmentarzu Podgórskim